# Jean-Marie-Rodrigue Villeneuve
Jean-Marie-Rodrigue Villeneuve, né le 2 novembre 1883 à Montréal et décédé le 17 janvier 1947 à Alhambra (Californie), est un ecclésiastique québécois. Il est archevêque de Québec de 1931 à 1947. Membre des pères oblats, il est créé cardinal par Pie XI lors du consistoire du 13 mars 1933.

## Biographie

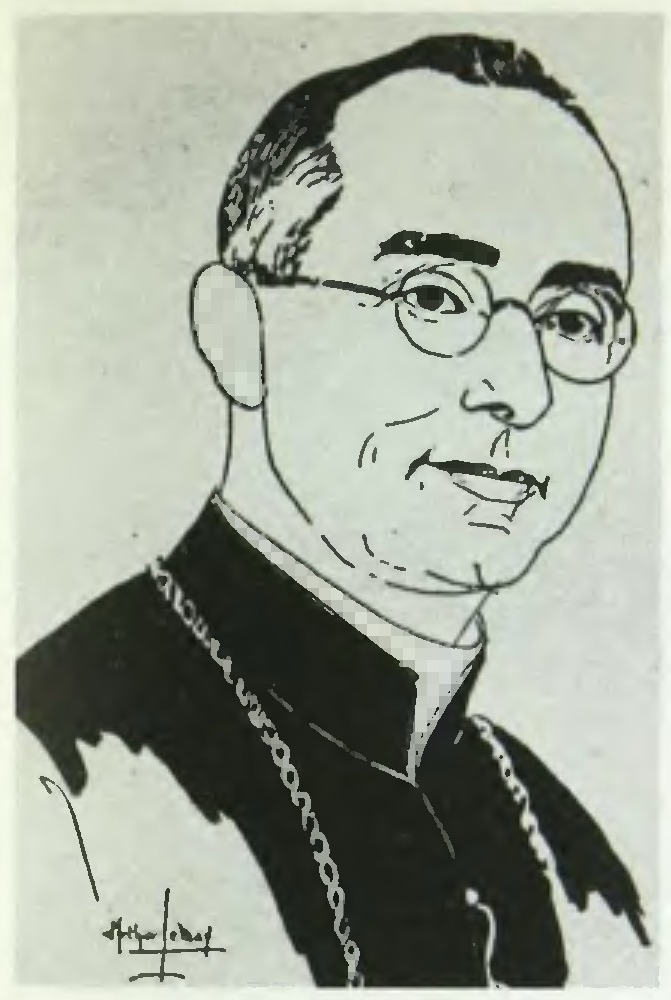
Cardinal Villeneuve.

Jean-Marie-Rodrigue Villeneuve est né dans la paroisse Sacré-Cœur de Jésus de Montréal de Rodrigue Villeneuve, cordonnier, et de Marie-Louise Lalonde. Il fait ses études primaires à l'école Plessis, puis ses études secondaires au Collège Mont-Saint-Louis, où il obtient un diplôme en science et commerce en 1900. Après avoir enseigné quelques mois à Dorval, il intègre la congrégation des Oblats de Marie-Immaculée à Lachine le 14 août 1901. Il fait sa profession perpétuelle le 8 septembre 1903 et est ordonné prêtre par Joseph-Thomas Duhamel, archevêque d'Ottawa, le 25 mai 1907. Il enseigne la philosophie (1907-1913) et la théologie morale (1913-1920) au scolasticat Saint-Joseph d'Ottawa. Il est ensuite supérieur de cet établissement de 1920 à 1930. Pendant ce temps, il réussit à compléter des doctorats à l'Université d'Ottawa en philosophie (1919), théologie (1922) et droit canon (1930). L'Université McGill lui confère aussi, le 25 mai 1933, le titre de docteur in utroque jure. 
Le 16 juin 1930, il est nommé évêque de Gravelbourg, un nouveau diocèse en Saskatchewan. Il est consacré le 11 septembre 1930, puis intronisé le 17 septembre 1930, dans la Co-cathédrale Notre-Dame-de-l'Assomption de Gravelbourg avec comme co-consécrateurs Louis Rhéaume et Joseph-Wilfrid Guy (de). Son mandat est de courte durée puisqu'il est nommé archevêque de Québec le 11 décembre 1931. Le pape Pie XI l'élève au rang de cardinal-prêtre de Santa Maria degli Angeli le 13 mars 1933.
En 1937, il institue le comité d'art sacré de Québec en conformité avec les souhaits du pape. Le mandat du comité fut expliqué dans la Semaine religieuse de Québec. En 1939, il est l'unique canadien participant au conclave qui élit Pie XII. Une rumeur de l'époque raconte qu'il a failli être élu pape.
Le 7 juillet 1946, le cardinal est frappé par une crise cardiaque. Après avoir été hospitalité à l'Hôtel-Dieu de Québec, il se rend aux États-Unis pour recevoir des soins particuliers. Après un passage à New York, il se retire dans le couvent Ramona à Alhambra, en Californie. Il y décède le 17 janvier 1947 à l'âge de 63 ans. Ses funérailles sont célébrées par James Charles McGuigan, archevêque de Toronto, le 24 janvier 1947. Il est inhumé dans la basilique-cathédrale Notre-Dame de Québec.

## Opinions
Il milite en faveur des mouvements d'Action catholique et encourage le renouveau théologique et la piété mariale. En 1940, il s'oppose sans succès au suffrage féminin au Québec.
Pendant la Seconde Guerre mondiale, convaincu que le nazisme est une menace pour le christianisme, il appuie l'effort de guerre et la conscription. Cette position lui met cependant à dos les canadiens-français nationalistes, dont bon nombre voyaient en Hitler un allié contre le communisme.

## Succession apostolique
Jean-Marie-Rodrigue Villeneuve a ordonné les évêques suivants :
- Évêque Joseph Bonhomme (de), O.M.I. (1933)
- Évêque François-Xavier Lacoursière, M.Afr. (1934)
- Évêque Jean-Louis-Antoine-Joseph Coudert (de), O.M.I. (1936)
- Archevêque Philippe Sérvule Desranleau (1938)
- Évêque Ubald Langlois (de), O.M.I. (1938)
- Évêque Napoléon-Alexandre Labrie, C.I.M. (1938)
- Évêque Albini Lafortune (1938)
- Évêque Henri Belleau (de), O.M.I. (1940)
- Archevêque Georges-Arthur Melançon (fi) (1940)
- Évêque Jean Louis Joseph Collignon, O.M.I. (1942)
- Évêque Georges Léon Pelletier (1943)
- Archevêque Henri Routhier (de), O.M.I. (1945)
- Archevêque Anthony Jordan (de), O.M.I. (1945)
- Évêque Maturino Blanchet, O.M.I. (1946)
- Cardinal Maurice Roy (1946)

## Hommages
Distinctions

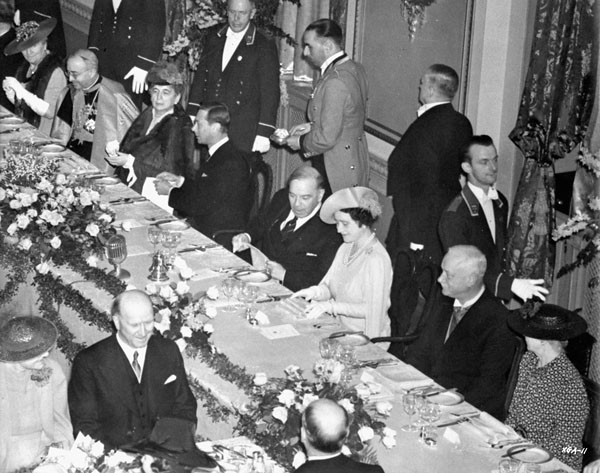
Le cardinal Villeneuve aux côtés du roi George VI et de Mary de Teck (haut à gauche).

- Prix de la langue-française 1939 de l’Académie française pour Le fait français en Amérique - conférence

Toponymiques
- Une rue porte le nom de « boulevard Cardinal-Villeneuve » dans le quartier Limoilou, à Québec. Il existe aussi 4 rues « du Cardinal-Villeneuve » au Québec, en 2015.
- En 1935 est fondé le Centre Cardinal-Villeneuve, une école et centre de réadaptation pour les enfants handicapés, aujourd'hui intégré à l'Institut de réadaptation en déficience physique de Québec[3].
- La paroisse Saint-Rodrigue à Charlesbourg est nommée en son honneur en 1945[4].
- La municipalité de Villeneuve, auparavant Beauport-Est, a été renommée en son honneur le 16 juin 1951. Cette petite ville, près de Beauport, a été nommée de 1951 à 1975 en ce nom. Le 1er janvier 1976, la ville de Villeneuve fusionne avec la ville de Beauport.

Télévisuels
- Il est joué par Roger Garand dans la série télévisée Duplessis (1977). Son influence sur le chef de l'Union Nationale est analysée dans cette mini-série.
- Il apparaît comme un des personnages du film Les Plouffe (1981).